# Carl Gustaf Hellsten
Carl Gustaf Hellsten, född 18 maj 1875 i Göteborg, död 4 januari 1955, var en svensk skolman och läroboksförfattare.
Carl Gustaf Hellsten blev filosofie kandidat 1901 och var rektor vid folkskoleseminariet i Falun 1912–1940. Som läroboksförfattare ägnade sig Hellsten särskilt åt elementarstadierna. Hans mest kända läroböcker, som utgick i stora upplagor och flera gånger omarbetades, var Experimentell fysik och astronomi, 1–3 (1910–1912) och Räknelära i tal och bild 1–7 (1921–1935, tillsammans med Eva Dohlwitz med flera).